# Санта-Мария-дель-Фьоре
Собор Санта-Мария-дель-Фьоре (итал. La Cattedrale di Santa Maria del Fiore — собор Святой Марии с цветком) — кафедральный собор во Флоренции, столице Тосканы, самое знаменитое из архитектурных сооружений флорентийского кватроченто. Находится в центре города, на Соборной площади. Церковь была заложена 8 сентября 1296 года в день Рождества Пресвятой Девы Марии и посвящена в 1412 году «Святой Деве Марии с цветком лилии в руке» (Santa Maria del Fiore; цветок ириса, или Геральдическая лилия, является символом Непорочной Девы, атрибутом Благовещения и гербом города Флоренция).

## История строительства собора
Дуомо воздвигли на месте старой церкви Святой Репараты (Санта-Репарата), которая к концу XIII столетия, согласно документам того времени, стала разрушаться. Её остатки разобрали до фундамента в 1375 году (фундамент раскрыт позднейшими раскопками). Флорентийцы задумали возвести огромный собор, свидетельствующий о «великом патриотизме», мощи и процветании города, не заботясь о расходах. Первый камень был заложен в присутствии легата папы Бонифация VIII, кардинала Пьетро Валериано Дурагерра, «епископов, всего духовенства, но также и подеста, капитанов, приоров и других должностных лиц города».
Мозаика на контрфасаде храма, изображающая Коронование Марии и скульптурный цикл Арнольфо ди Камбио на внешнем фасаде, посвящённый истории Девы Марии, подтверждает, что, следуя примеру французских готических соборов, новый собор был посвящен Мадонне, однако старое название «Санта-Репарата» использовали ещё длительное время.
Процветающая Флоренция должна была превзойти в величии кафедральные соборы своих главных тосканских соперников — Сиену и Пизу, храмом бо́льшим в размере и богаче украшенным. В результате флорентийский собор к моменту завершения постройки в 1434 году стал самым большим в Европе после собора Святого Петра в Риме: в нём может разместиться 30 000 человек. Длина главного нефа храма — 149,28 м (собора Св. Петра — 186 м).

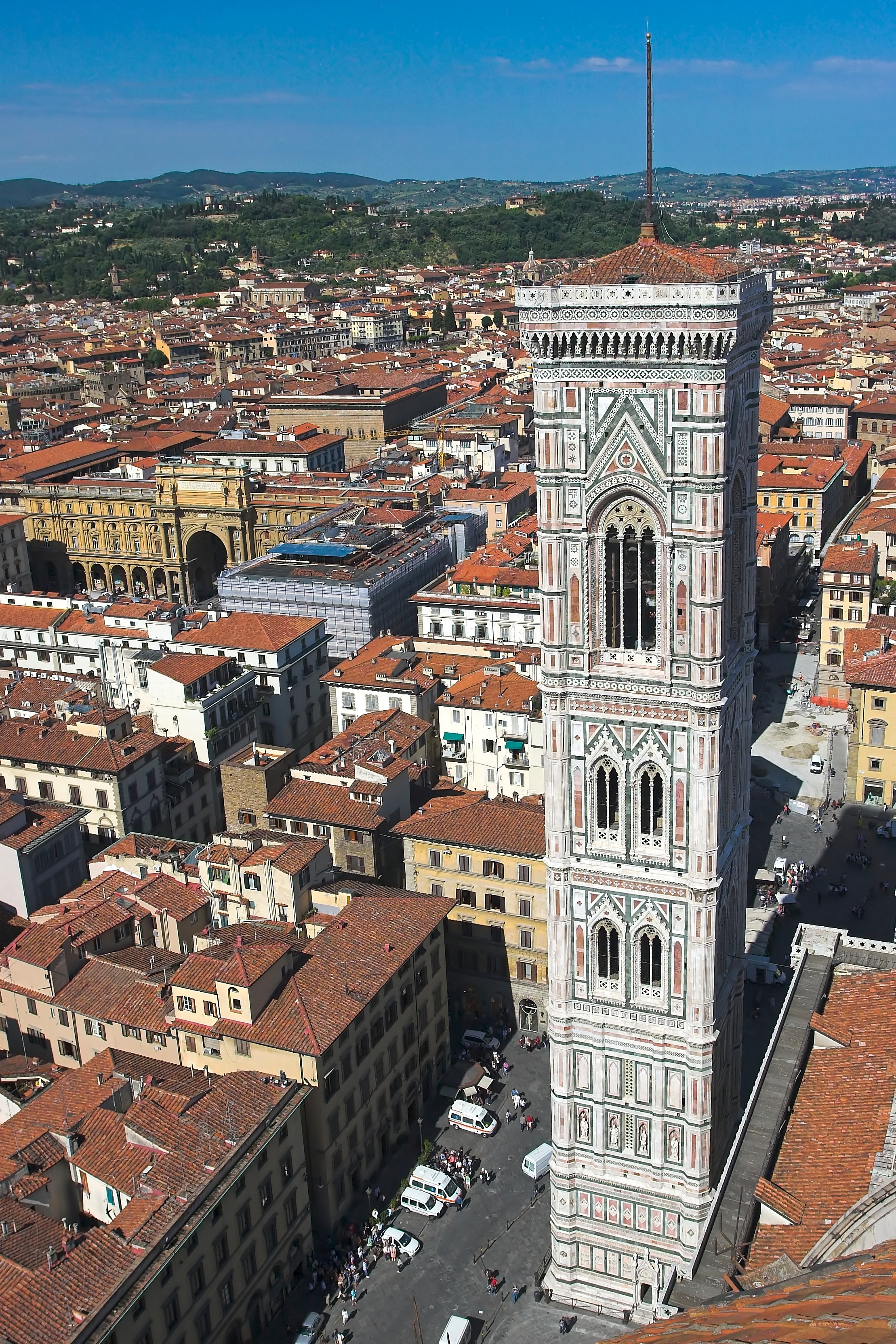
Кампанила собора Санта-Мария-дель-Фьоре (Кампанила Джотто)

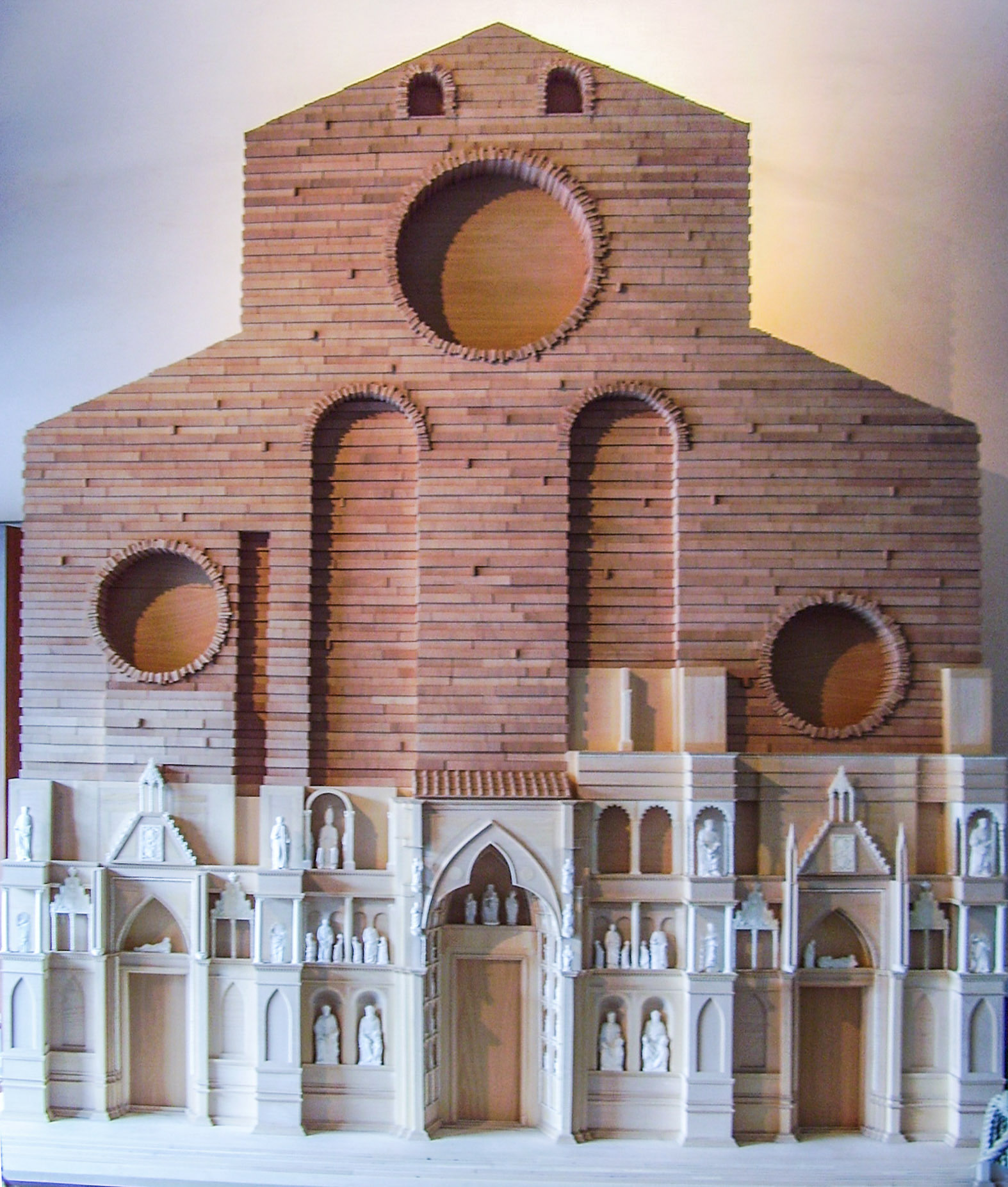
Реконструкция фасада собора Санта-Мария-дель-Фьоре по проекту Арнольфо ди Камбио. 1296. Музей произведений искусства собора, Флоренция

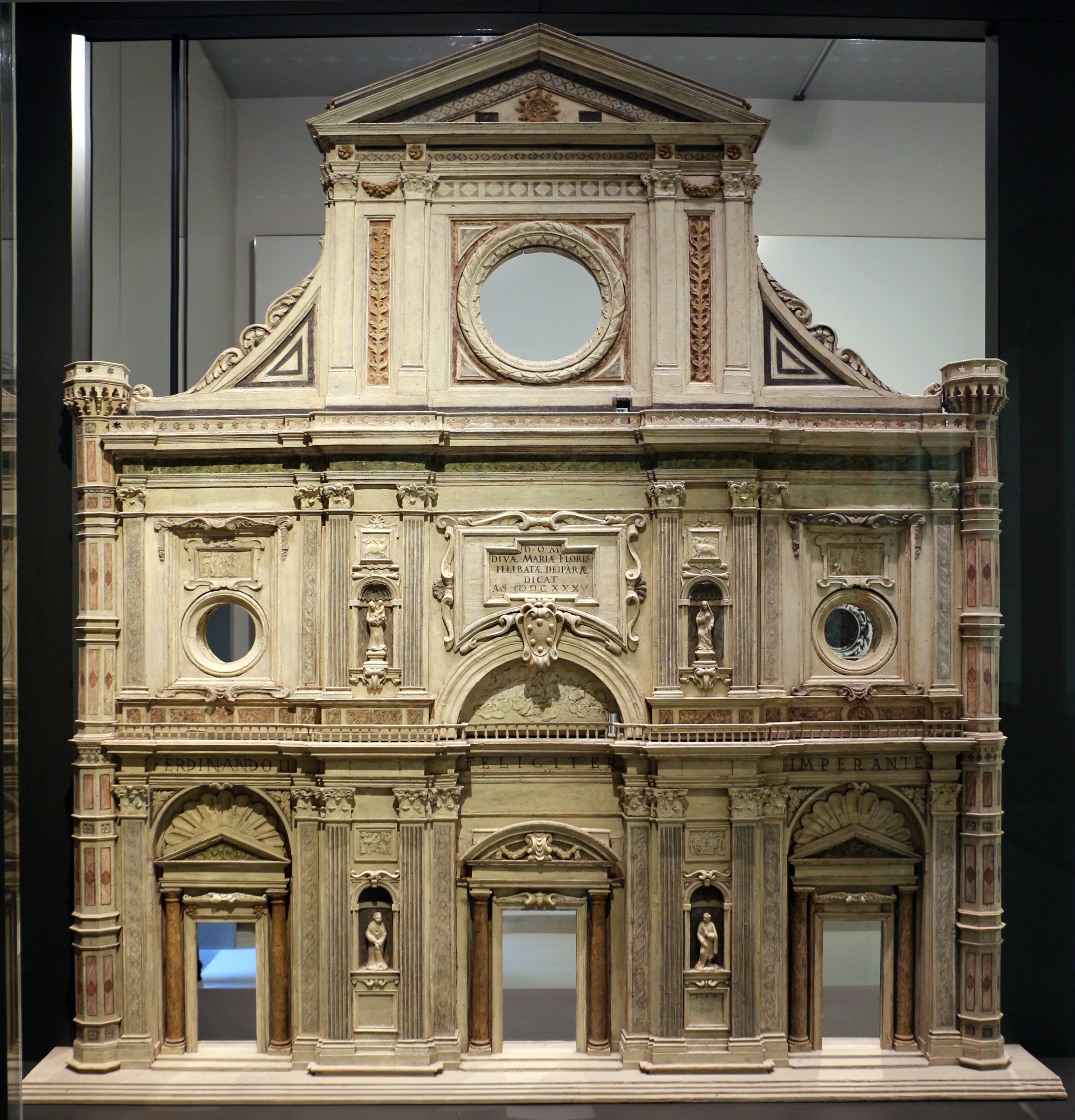
Проект фасада собора. 1635—1636. Архитектор Г. Сильвани. Музей произведений искусства Собора

Строительство поручили самому крупному архитектору того времени Арнольфо ди Камбио. В 1296 году он построил масштабную модель будущего храма из кирпича высотой 4,6 м и длиной 9,2 м. Над средокрестием он задумал возвести большой купол по примеру Пантеона в Риме, но в 1302 году архитектор скончался, успев возвести только часть стен. В Музее произведений искусства Собора хранится рисунок фасада, сделанный Арнольфо ди Камбио, который должны были украшать статуи в нишах — необычное решение для того времени. Дальнейшие работы многократно прерывались и возобновлялись на протяжении десятилетий под руководством многих архитекторов, среди которых были Джотто ди Бондоне, Франческо Таленти и Джованни ди Лапо Гини.
После смерти Арнольфо ди Камбио в 1302 году строительство собора приостановилось на тридцать лет. В 1330 году в крипте церкви Санта-Репарата обнаружили мощи почитаемого во Флоренции епископа святого Зиновия Флорентийского, что придало работам новый импульс. В 1331 году Гильдия торговцев шерстью (итал. Arte della Lana) взяла под своё попечение строительство и назначила главным архитектором Джотто ди Бондоне, которому помогал Андреа Пизано. Джотто представил проект кампанилы (колокольни) и ему удалось начать строительство, но в 1337 году он скончался. Андреа Пизано продолжил работы, но и он умер во время эпидемии чумы в 1348 году, и работы снова приостановились.
С 1349 года работы были возобновлены под руководством Франческо Таленти, который закончил кампанилу и расширил площадь строительства, апсиды и трансепт. В 1359 году место Таленти занял Джованни ди Лапо Гини (1360—1369), разделивший главный неф аркадами на четыре квадратных в плане пролёта. Другие архитекторы, участвовавшие в строительстве: Альберто Арнольди, Джованни д’Амброджо, Нери ди Фьораванте и Орканья. К 1375 году старая церковь Санта-Репарата была снесена, к 1380 году был окончен неф, а к 1418 году оставалось только возвести купол.
Работы закончились в 1436 году, и церковь была торжественно освящена папой Евгением IV 25 марта, на флорентийский Новый год (День Благовещения Марии, или «ab Incarnatione» — от зачатия Иисуса), подарившим флорентийцам по этому случаю золотую розу. С этого момента новый храм постоянно использовался для самых важных флорентийских праздников: как место торжественных богослужений и городских собраний. Здесь проводились публичные чтения «Божественной комедии» Данте Алигьери, здесь состоялся Флорентийский церковный собор, перенесённый в 1439—1442 годах из Феррары во Флоренцию, временно объединивший западную и восточную церкви. В XV веке собор был местом проповедей доминиканского монаха Джироламо Савонаролы. Во время заговора Пацци в 1478 году в соборе во время литургии было совершено покушение на Лоренцо Медичи и его брата Джулиано. Организатором покушения был папа Сикст IV. В результате нападения Джулиано Медичи был убит, а Лоренцо спасся в одной из сакристий собора.
Грандиозный собор обозначил своеобразный рубеж, отделивший архитектурные традиции средневековья от принципов строительства эпохи Возрождения. Однако главный фасад храма остался недостроенным. В интерьере храма было пустынно, как отметил посетивший собор в XVII веке стольник П. А. Толстой:
Пришёл к саборной церкве, которая называется италиянским языком Санта Мария Фиоре, то есть Святыя Марии Цветковой. Та церковь зело велика, а снаружи сделана вся из белаго мрамору, а в белой мрамор врезываны чёрные каменья изрядными фигурами, и препорциею та церковь сделана дивною. А внутри тое церкви убору никакого нет, толко олтарь сделан изрядною резною работою из алебастру, и помост в той во всей церкве сделан из розных мраморов изрядною же работою.
В конце XVI века великий герцог Тосканы Франческо I приказал разобрать старый фасад и построить его заново. Проект фасада собора в виде деревянной модели, представленной в 1636 году архитектором Г. Сильвани не был принят. До XIX века главный фасад и часть боковых стен стояли без облицовки. В 1887 году под руководством архитектора Эмилио де Фабриса (1808—1883) фасад храма был оформлен в стиле флорентийской неоготики с учётом традиции инкрустационного стиля. Средства на эти работы предоставил русский промышленник и меценат, представитель знаменитой семьи, П. П. Демидов, ставший почётным гражданином Флоренции. На фасаде, справа от центрального портала, размещён его семейный герб.

## Архитектура
Собор впечатляет своими огромными размерами: наружная длина собора — 153 метра, ширина трансепта — 90 метров, ширина нефов — 38 метров, высота сводов — 45 метров, высота купола изнутри — 90 метров, общая высота купола с крестом — 114,5 метров, диаметр купола — 42,2 метра. Общая площадь — 8300 квадратных метров. Однако эта громада находится в тесноте средневековой застройки и плотно окружена прилегающими зданиями, из-за чего полностью обозреть архитектуру храма с одной точки зрения невозможно. Тем не менее, неожиданное впечатление от выхода на «Piazza del Duomo» с одной из прилегающих улиц остаётся достаточно сильным.
Здание собора вместе с колокольней Джотто и Баптистерием представляет собой часть монументального ансамбля. Ранее расположенный на западной стороне Соборной площади баптистерий Сан-Джованни играл в этом ансамбле замыкающую роль, однако в XIX веке площадь позади Баптистерия была расширена, и он оказался в её центре. Архитектор и теоретик искусства Адольф фон Гильдебранд негодующе писал о таком неверном решении, в результате которого ансамбль был нарушен, зрительно потерялась сама площадь, а здание баптистерия стало похожим на «оставленный не на своём месте шкаф», он стал «бессмысленным: на него натыкаешься, как на препятствие, и непосредственное впечатление от собора уничтожается».
Храм имеет базиликальный план в виде латинского креста: три нефа, трансепт и триконх: три пятигранных апсиды с восточной стороны. Над средокрестием высится восьмигранный параболический купол, созданный по проекту Филиппо Брунеллески. Наружная облицовка стен со всех сторон самого собора, Баптистерия и кампанилы выполнена из разноцветных мраморных панелей геометрического рисунка различных оттенков: белого мрамора (из Каррары) зелёного (из Прато) и розового (из Мареммы) — так называемый инкрустационный стиль, типичный для архитектуры средневековой и ренессансной Тосканы.
Главный, западный фасад храма представляет собой своеобразную стилизацию XIX века под готический стиль: три портала со стрельчатыми вимпергами, три окна-розы, большое и два малых. В рельефах тимпанов вимпергов представлены сюжеты из жизни св. Девы Марии, в центральном портале: Мадонна во Славе (Маньификат); в люнетах порталов, слева направо, — мозаичные композиции: Милосердие, Мадонна с покровителями города, Вера. В верхней части фасада, под арочным карнизом наподобие машикулей — в нишах расположены статуи апостолов, в центре — Мадонна с Младенцем. В квадратных кессонах над центральной розой расположены бюсты великих художников прошлого, а в центре тимпана центрального фронтона — тондо с изображением Бога-Отца, работы Аугусто Пассальи.
Левая боковая дверь северной стороны Флорентийского собора, выходящая на Виа Рикасоли получила название Порта делла Мандорла. Она была оформлена с 1391 по 1423 год с участием разных скульпторов, в том числе Донателло, Антонио и Никколо ди Пьеро Ламберти, Джованни д’Амброджо, Якопо ди Пьеро Гуиди, Пьеро ди Джованни Тедеско и, прежде всего, Нанни ди Банко, который создал рельеф в треугольном тимпане с изображением Вознесения Мадонны (Ассунты) в мандорле, которую несут ангелы, что и послужило причиной названия. Мозаику «Благовещение Марии» в люнете портала выполнили по рисунку Доменико Гирландайо (1490).

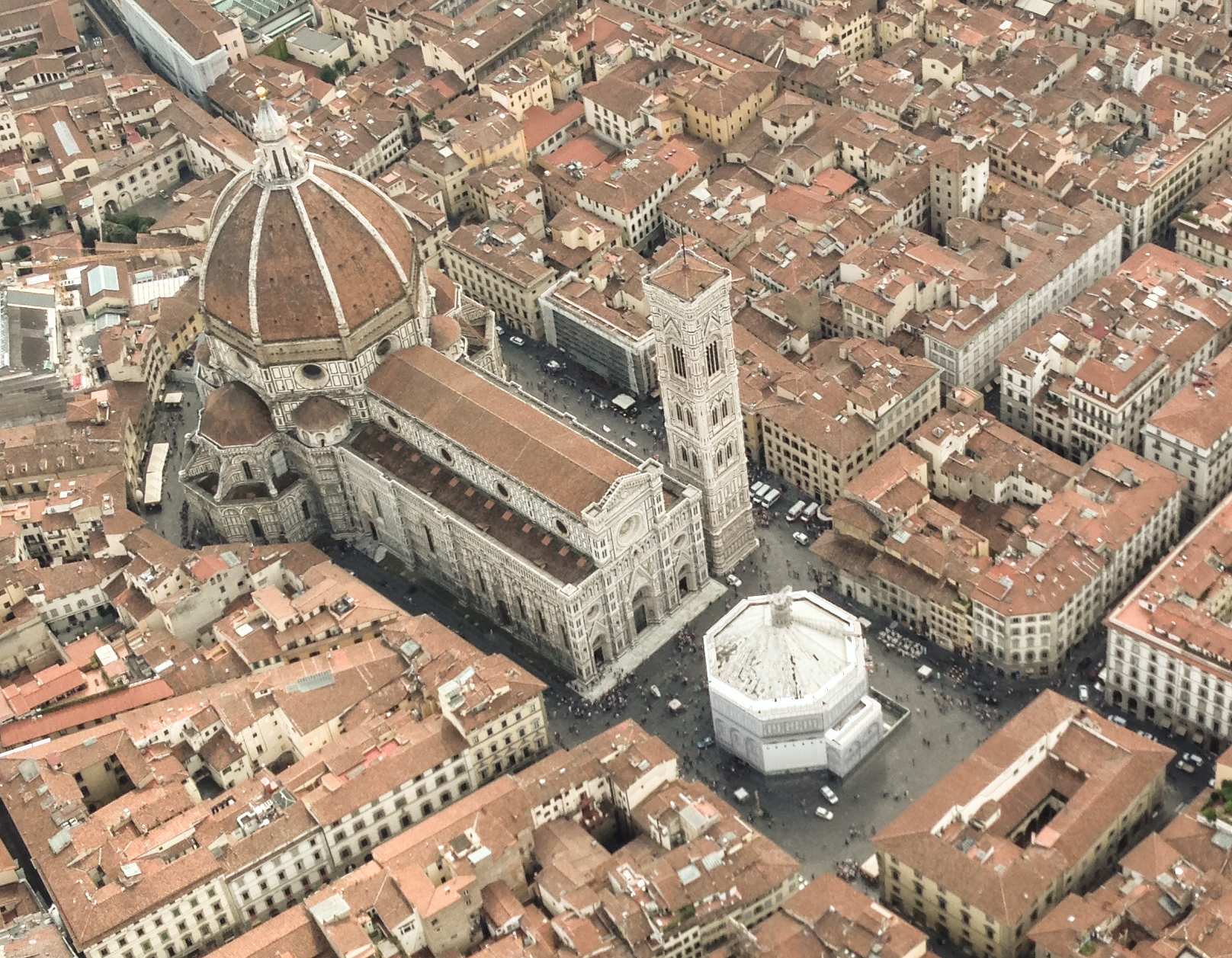
Соборная площадь. Вид сверху
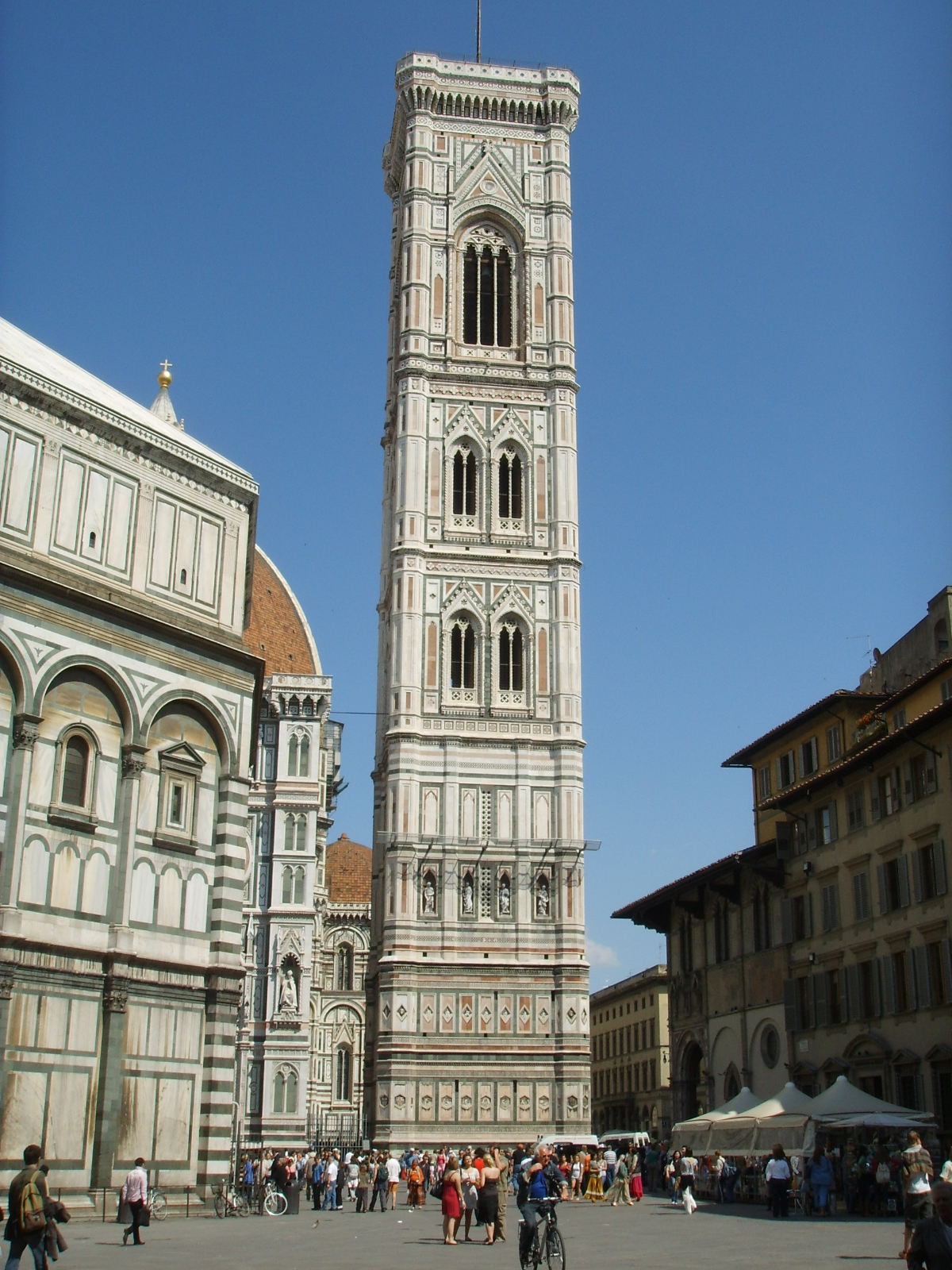
Кампанила Джотто
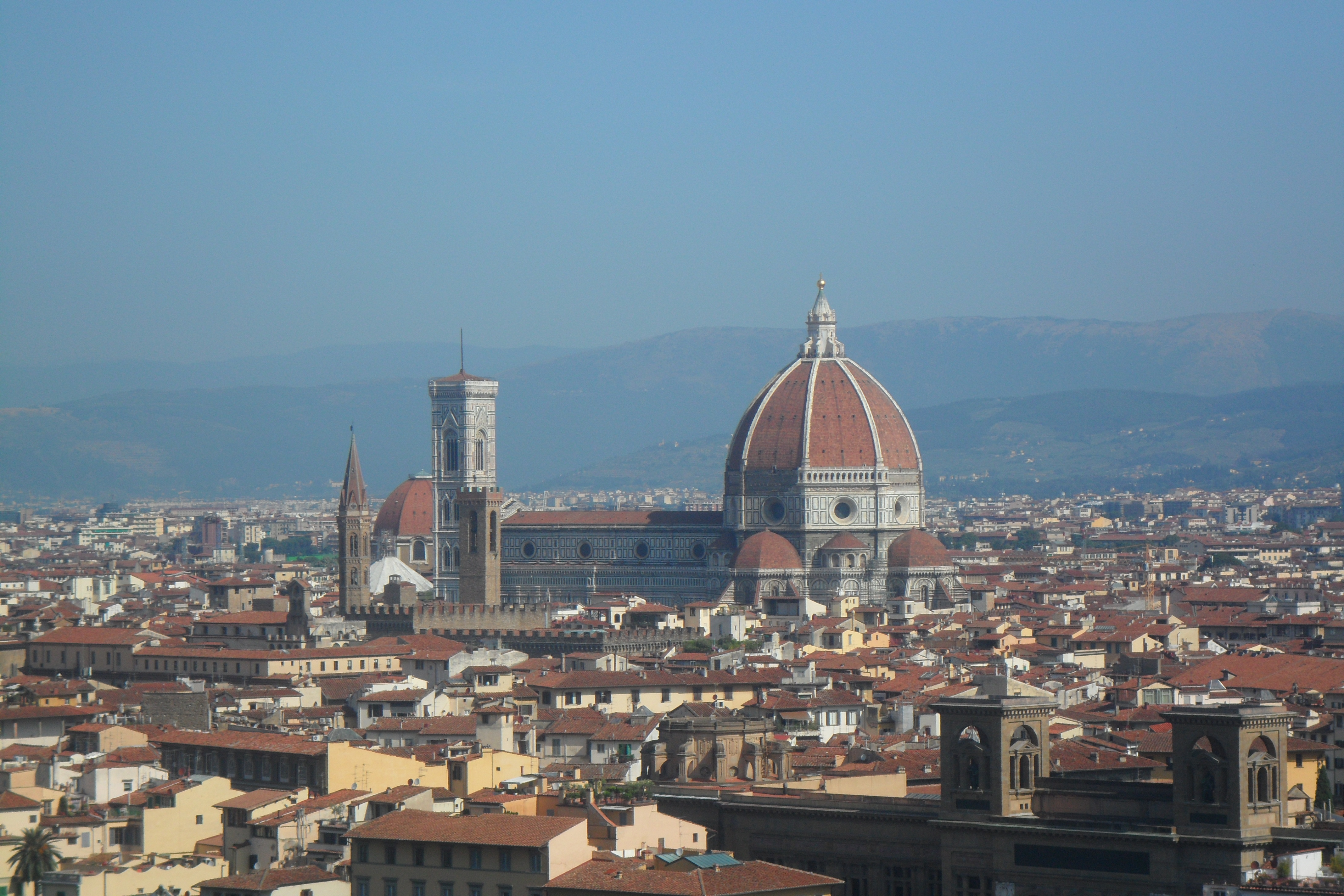
Вид на собор, кампанилу и баптистерий с Площади Микеланджело
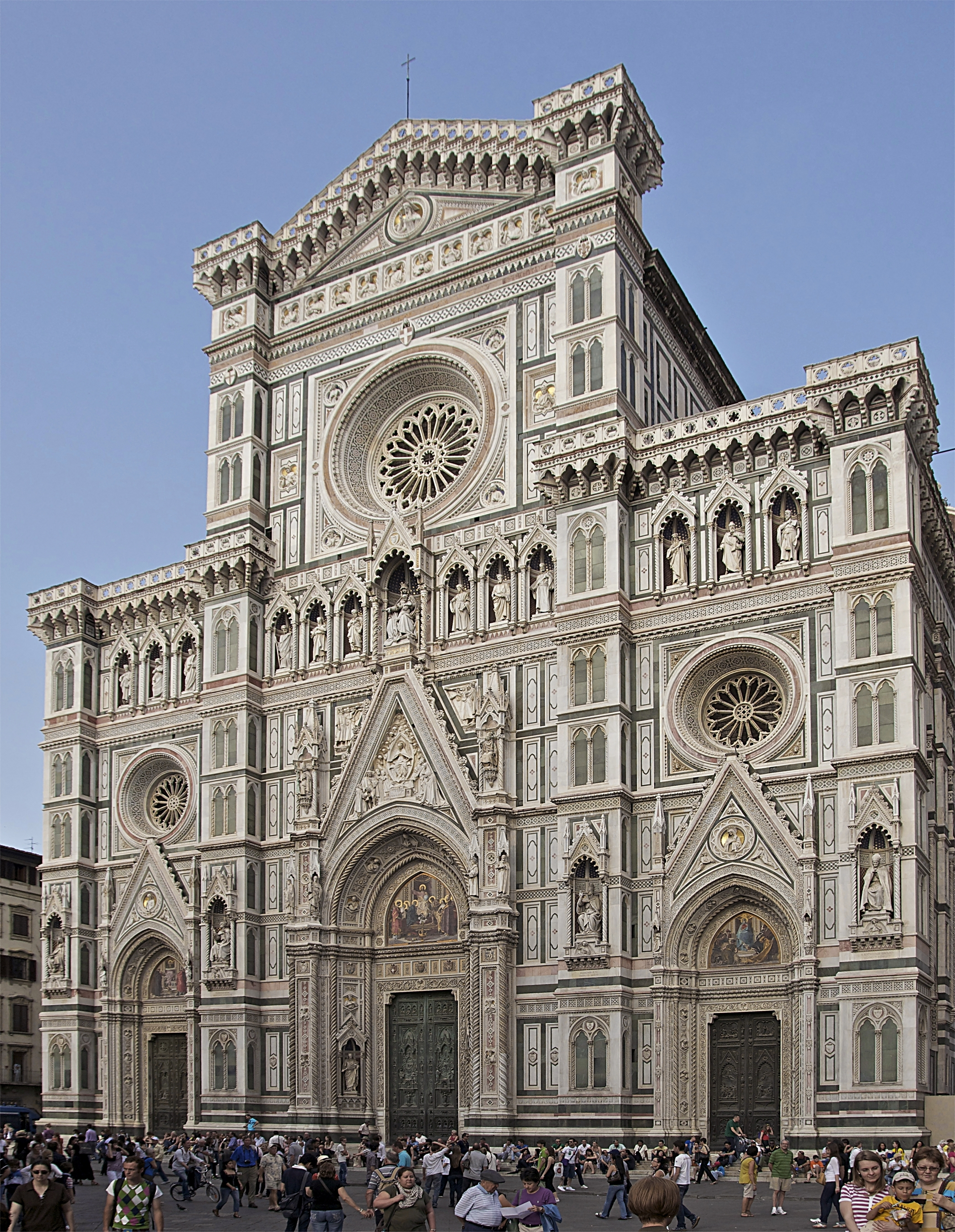
Главный фасад
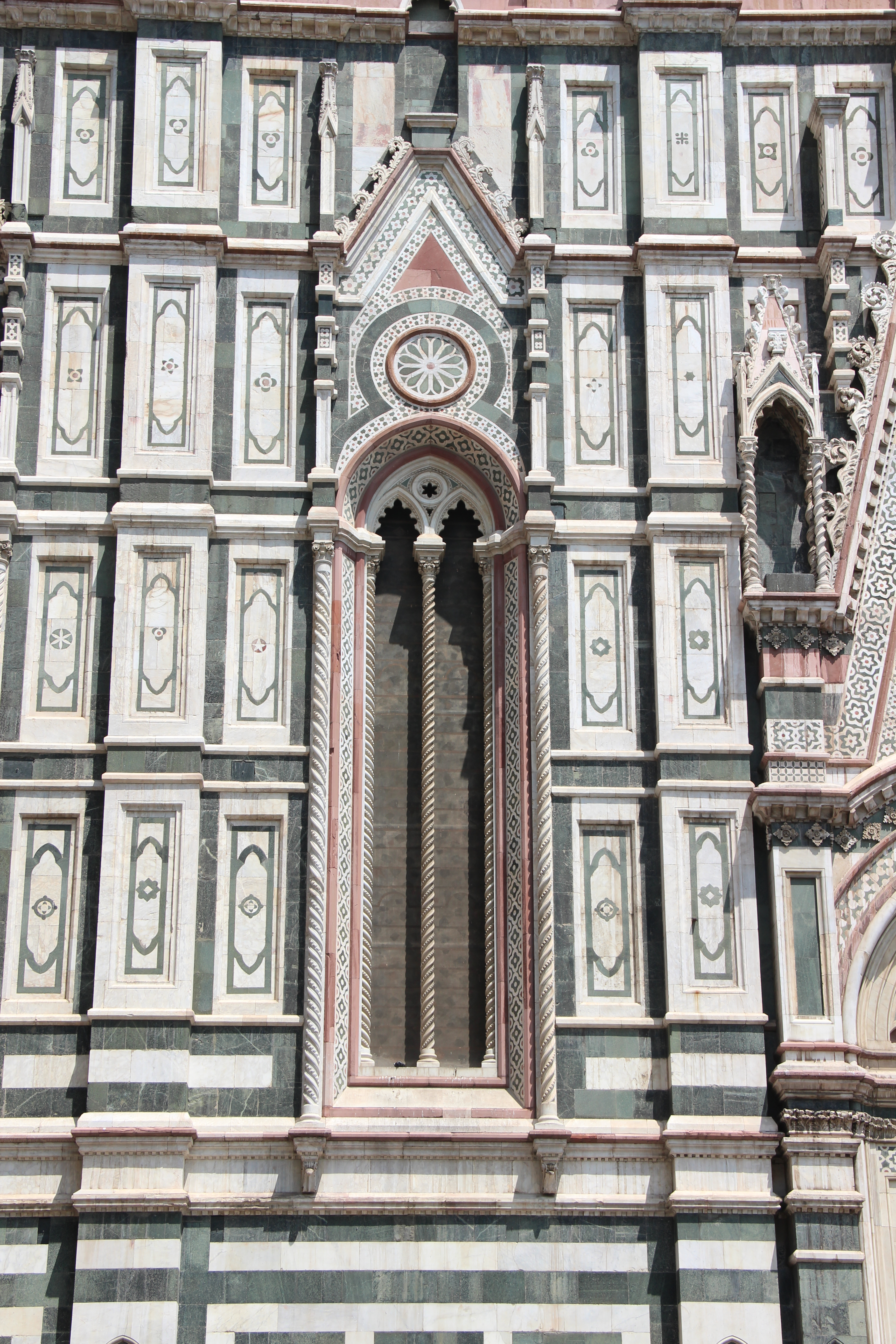
Инкрустационный стиль
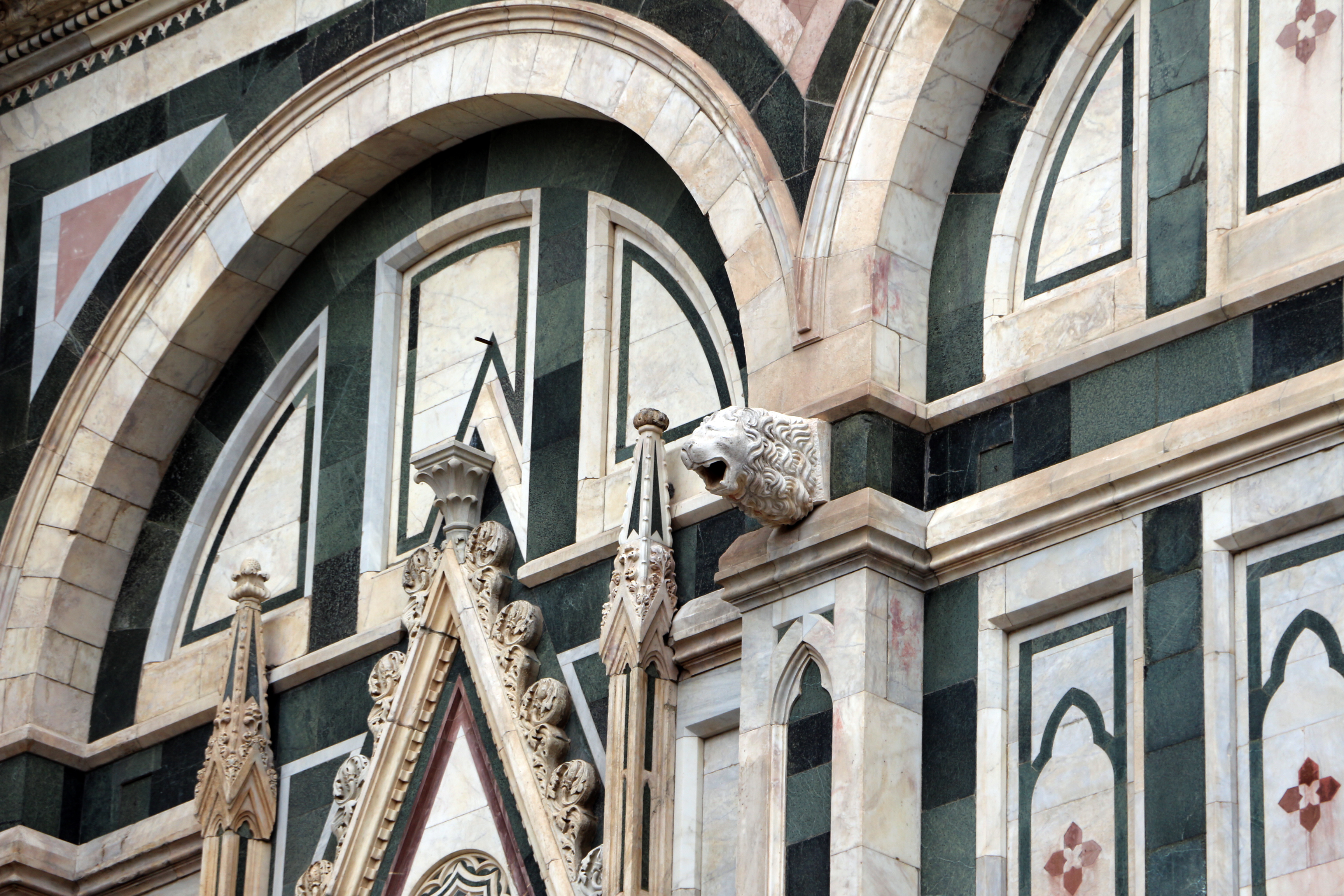
Деталь южного фасада
Порта делла Мандорла
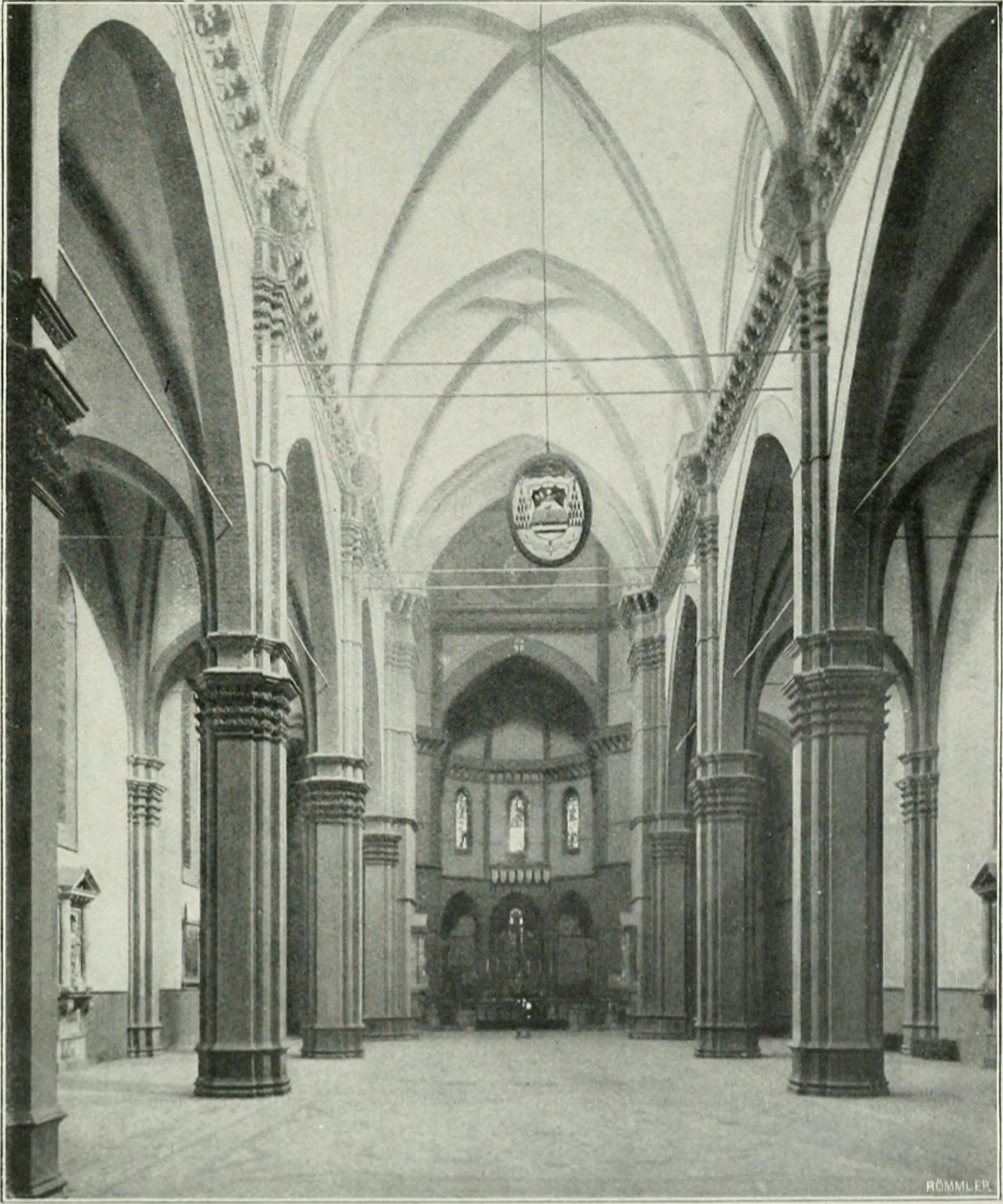
Интерьер собора. Фотография 1907 г.

## Интерьер
Собор не имеет боковых капелл, поэтому внутреннее пространство храма воспринимается особенно обширным и светлым, в том числе из-за больших круглых окон верхнего яруса центрального нефа. Опорные пилоны собраны из раскрепованных пилястр. Тёмный тон известняка пьетра-серена, как и в стрельчатых нервюрах сводов, эффектно контрастируют с побелкой стен. Пол выложен полихромной мраморной мозаикой — работа Баччо д’Аньоло, завершённая с 1526 по 1560 год его сыном Джулиано, Франческо да Сангалло и другими мастерами.
Витражи окон и мозаики были созданы по большей части между 1434 и 1455 годами по рисункам Лоренцо Гиберти, Донателло, Гаддо Гадди, Андреа дель Кастаньо. Они изображают персонажей Ветхого и Нового Завета, сцены из жизни Девы Марии.
В 1688 году был разобран хор работы Луки делла Роббиа и Донателло, а в результате реконструкции 1842 года было удалено многое из следов прошлого; от этого пространство храма и приобрело столь необычный вид. Уцелевшие фрагменты внутреннего убранства собора ныне хранятся в Музее произведений искусства Собора (Museo dell’Opera del Duomo).
Сразу при входе, на левой стене обращают на себя внимание две фрески, искусно имитирующие средствами почти монохромной росписи с эффектами кьяроскуро скульптуру «кавалло» — конных монументов-надгробий. Первая выполнена Паоло Уччелло (1436), она изображает кондотьера Джованни Акуто (Джона Хоквуда). Вторая, изображающая кондотьера Никколо да Толентино, выполнена Андреа дель Кастаньо (1456). Высокие постаменты конных монументов сделаны в форме надгробий, восходящих к античным саркофагам и конной статуе Марка Аврелия на Кампидольо (Капитолийском холме в Риме).
Далее на северной стене находится знаменитая фреска работы Доменико ди Микелино по рисунку Алессио Бальдовинетти «Божественная комедия освящает Флоренцию» (La Divina Commedia illumina Firenze, 1465). Она представляет Данте Алигьери с раскрытой книгой в руках: «Божественной комедией», на фоне средневековой Флоренции. Позади него: семь террас Чистилища, наверху небесные сферы, слева вход в ад. Справа виден флорентийский Собор с куполом, но с ещё незаконченной облицовкой, и городские ворота (позднее значительно перестроенные).
В «левой трибуне» (апсиде) на полу устроен «солнечный гномон» Паоло даль Поццо Тосканелли примерно 1450 года с градуированной бронзовой линией (создана в 1755 году). Каждый год солнечный луч через окно нефа на противоположной стороне храма показывает день летнего солнцестояния: 21 июня. В главной апсиде расположен алтарь Святого Зиновия Флорентийского (Сан-Заноби). Бронзовый ковчег, в котором хранятся мощи флорентийского святого и епископа, создан Лоренцо Гиберти (завершен в 1442 году).
В соборе установлены бюсты органиста Антонио Скварчалупи, философа Марсилио Фичино, и архитектора Филиппо Брунеллески. Следует отметить барельеф, изображающий Джотто, выкладывающего мозаику. Брунеллески и Джотто похоронены на территории собора.
В центре контрфасада выделяются необычные часы, созданные в 1443 году и идущие по сей день. Они являются одними из последних, использующих так называемую «hora italica» (день, разделенный на 24 «часа» различной продолжительности в зависимости от сезона, который начинается при звуке вечерни и используется до восемнадцатого числа). По периметру имеются образы четырёх евангелистов — работа Паоло Уччелло.

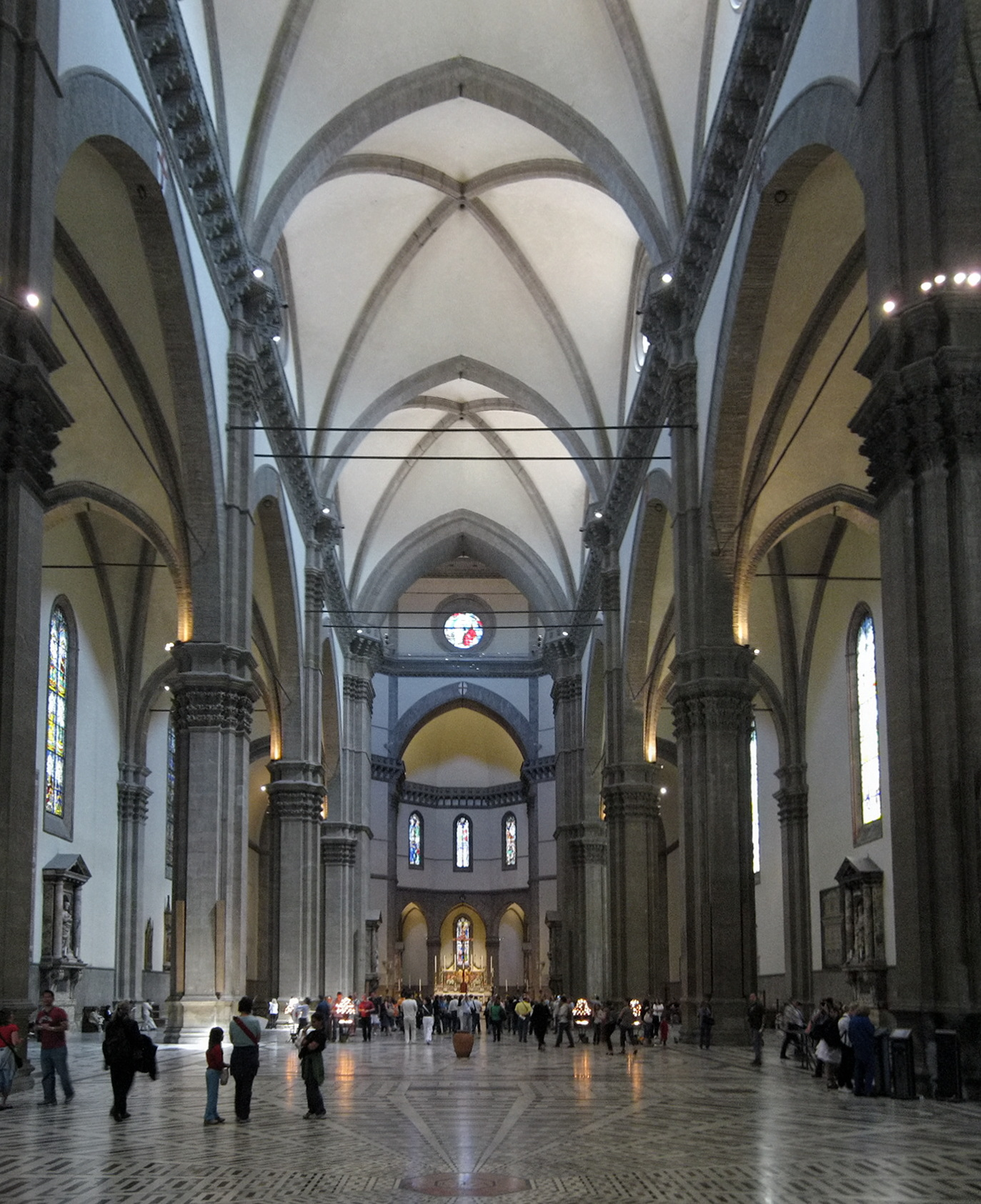
Главный неф Собора
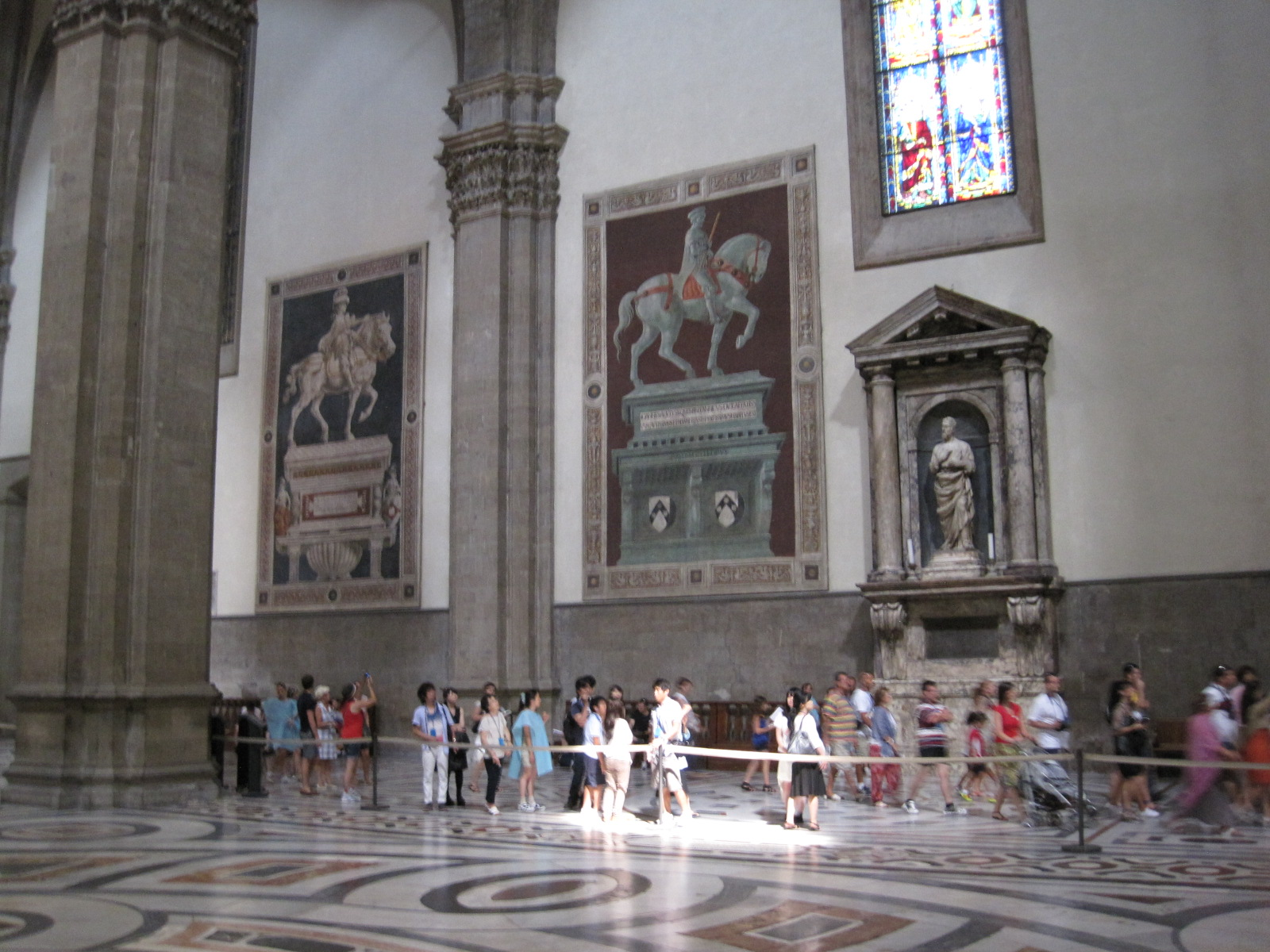
Главный неф с монументами
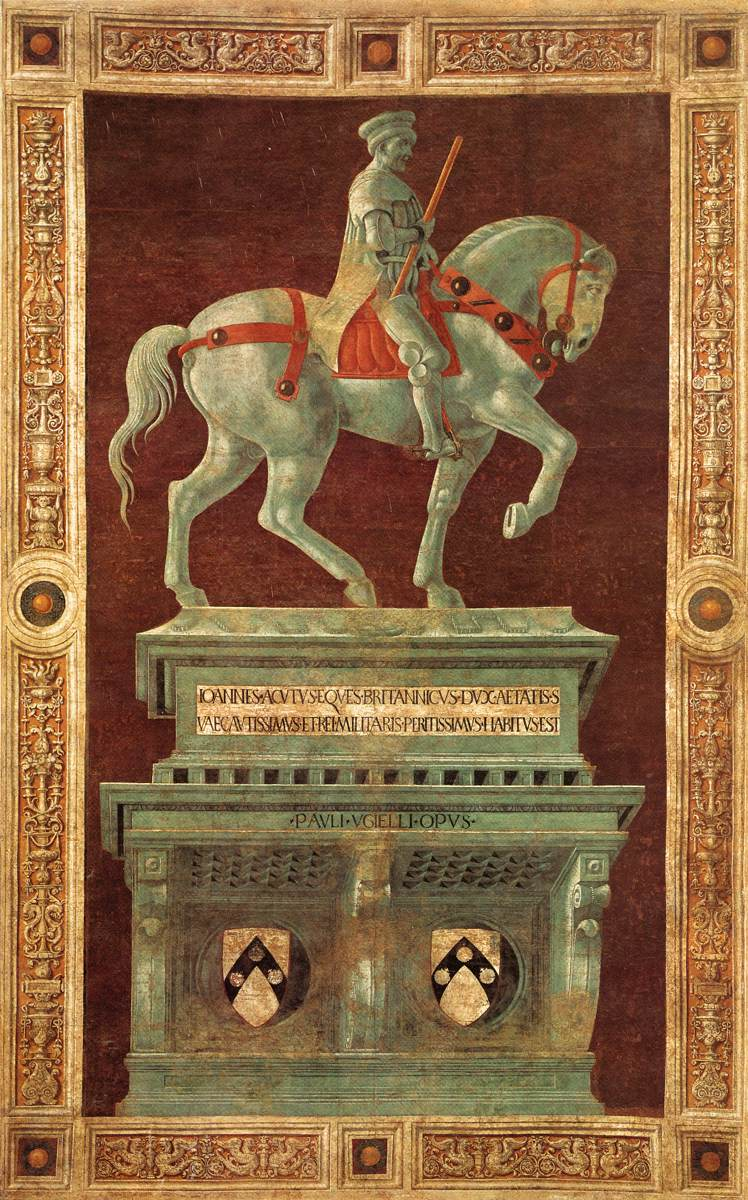
Паоло Уччелло. Монумент Джону Хоквуду. 1436. Фреска
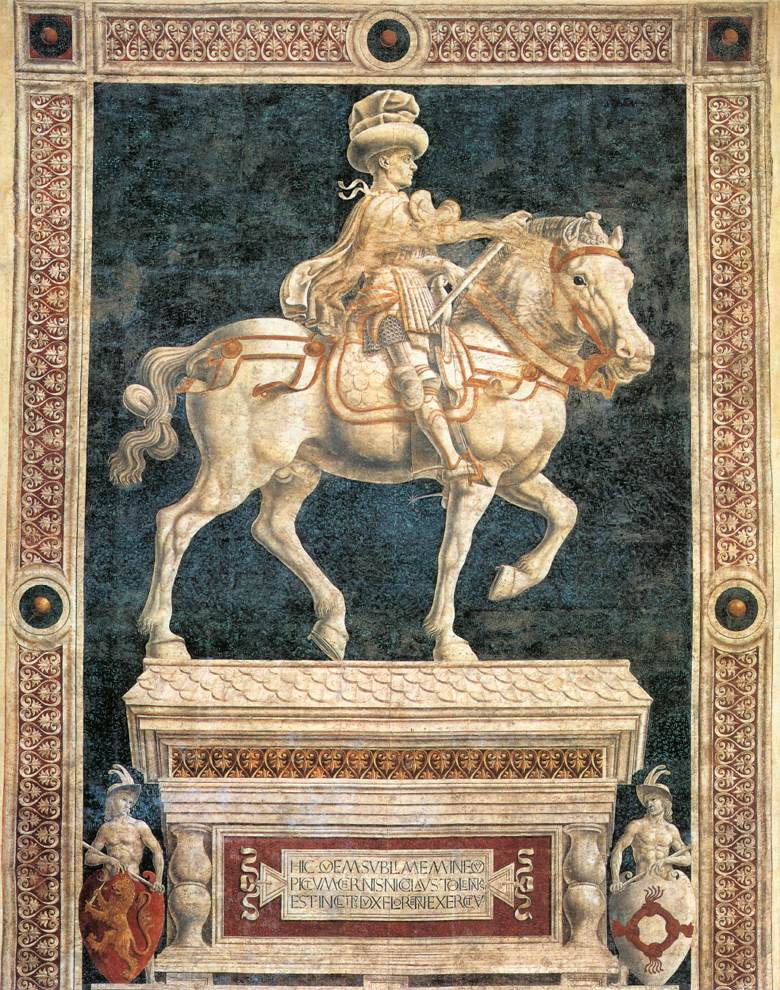
Андреа дель Кастаньо. Монумент Никколо да Толентино. 1456. Фреска
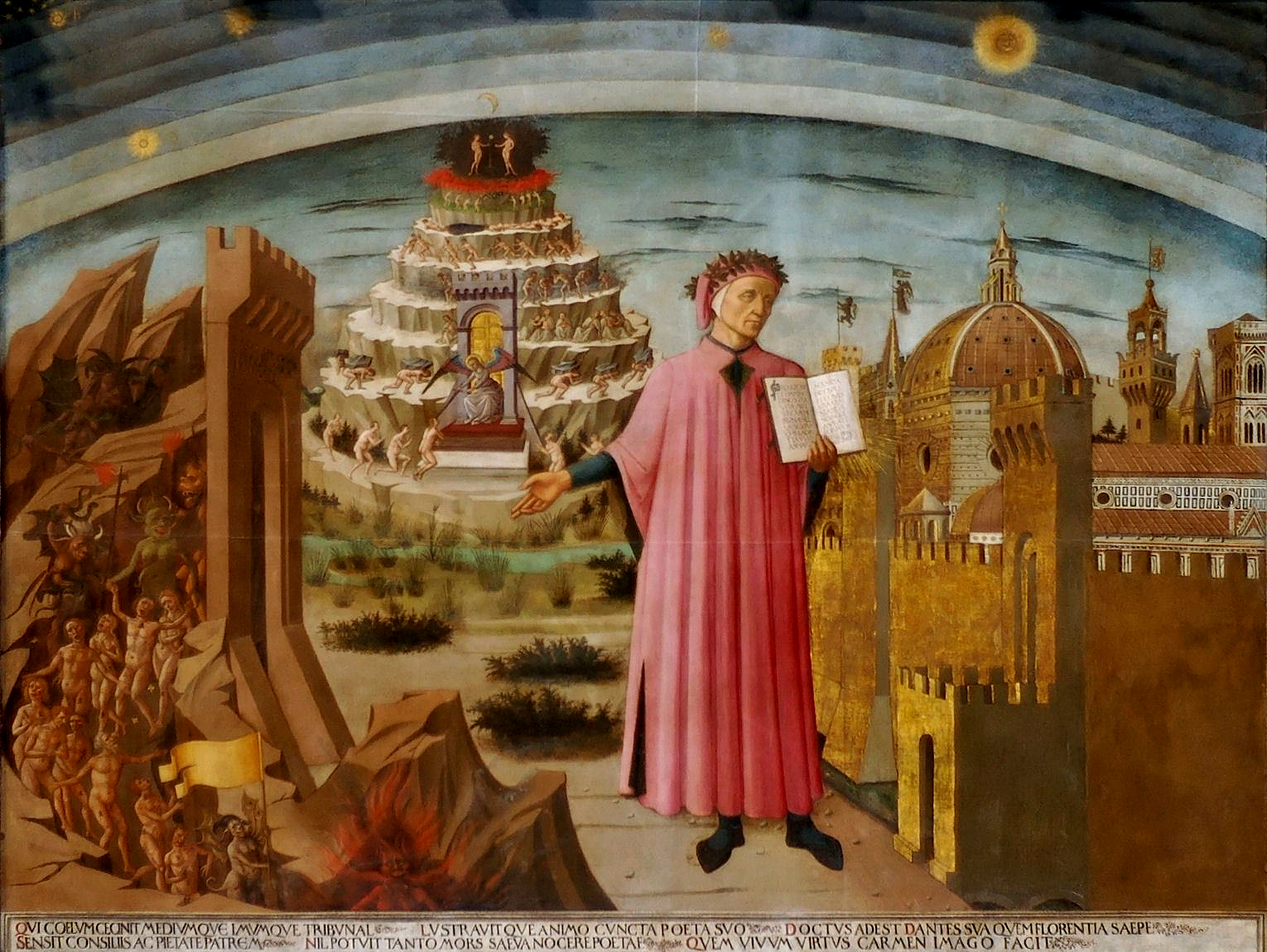
Доменико ди Микелино. Божественная комедия освящает Флоренцию. По рисунку  А. Бальдовинетти. 1465. Фреска
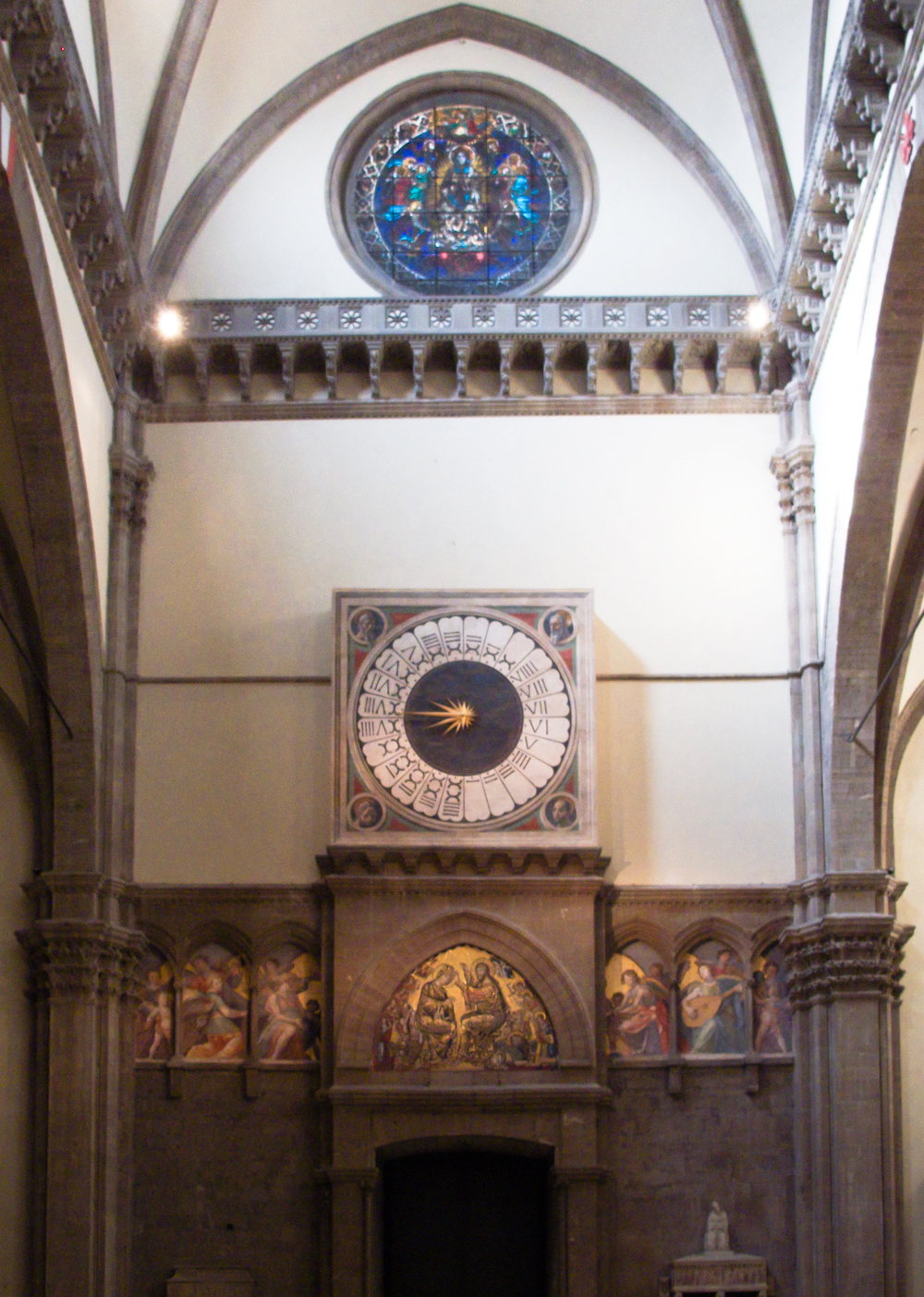
Контрфасад и соборные часы
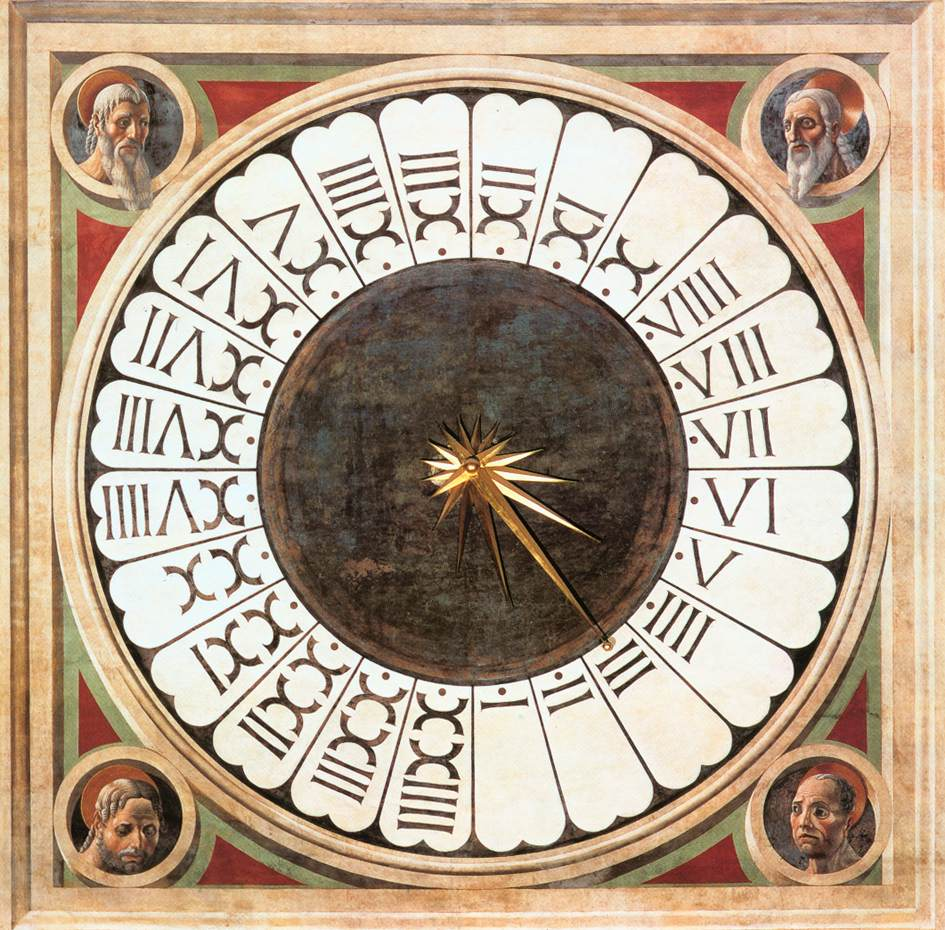
Часы «Ора италика». Паоло Уччелло

## Купол собора (Dom)
В 1420—1436 годах по проекту выдающегося инженера и архитектора эпохи Возрождения Филиппо Брунеллески над средокрестием собора возвели огромный купол, шедевр инженерного искусства, который стал одним из символов ренессансной Флоренции, эпохи Возрождения в целом и, по словам другого выдающегося архитектора Леона Баттисты Альберти «осенил народы Тосканы».
Восьмигранный купол диаметром 42,2 м является самым большим после купола древнеримского Пантеона, который имеет диаметр 43,2 м. Идея восьмигранного стрельчатого свода была уже намечена строителем собора Арнольфо ди Камбио в 1296 году. Его кирпичная модель высотой 4,6 метра и длиной 9,2 метра стояла в боковом проходе недостроенного здания. Однако сложность заключалась не только в возведении купола столь большого размера, но и в сооружении специальных строительных приспособлений, что казалось тогда невозможным. Был объявлен конкурс на лучшее решение, но он не дал результатов. Постановили по средневековому обычаю: начать возведение до высоты тридцати локтей, а далее посмотреть, как будут вести себя опорные стены. Разработку проекта поручили Филиппо Брунеллески и Лоренцо Гиберти.
Брунеллески предложил сделать лёгкий восьмигранный купол из камня и кирпича, который собирался бы из «долей-лепестков» и скреплялся вверху архитектурным фонарем, кроме того, он вызвался создать целый ряд машин для подъёма строительного материала и работы на большой высоте. По удлинённой параболической форме это типично готическое сооружение, нечто среднее между шатром и куполом (античный купол Пантеона имеет полусферическую форму), хотя в сочетании с укрепляющими восьмигранный барабан апсидами («трибунами»), вместо готических контрфорсов, проявилась новаторская для того времени центрическая схема.
Купол сооружали по предварительно изготовленной модели. Он состоит из двух оболочек, связанных 24 рёбрами и 6 горизонтальными кольцами. Оболочки складывали из кирпичей с наклоном внутрь «ёлочкой», или «рыбьим хребтом» (spinapesce), по специально изготовленным деревянным лекалам без кружал и строительных лесов, но с использованием подвесных платформ, поднимавшихся с помощью канатов и колец, вставленных в кладку. Сооружение строительных лесов при таких размерах и высоте было неосуществимо. Флорентийская Синьория долго не соглашалась на слишком рискованный эксперимент, но Брунеллески удалось убедить сомневающихся математическими расчётами и масштабной моделью, созданной в конце 1418 года четырьмя каменщиками в масштабе 1:12 и продемонстрированной на площади всем жителям города. Чтобы выдерживать в процессе кирпичной кладки правильную кривизну параболических поверхностей, отчего зависела точность схождения рёбер купола в верхней точке, Брунеллески начертил внизу, на полу восьмилепестковый «цветок» (fiore) и от точек его «лепестков» протягивал вверх мерные шнуры, откладывая на них равные промежутки. Внешняя оболочка купола облицована красным кирпичом, на фоне которого выделяются восемь рёбер из белого камня. Брунеллески также усовершенствовал технику подъёма тяжелых платформ с кирпичами, применив к лебёдкам и шкивам остроумную систему шестерных передач, подобных тем, что использовались в механизмах башенных часов. Для возведения обеих оболочек, внутренней и внешней, было использовано 4 миллиона кирпичей различных форм и размеров, и это самый большой кирпичный купол в мире.
Модель купола Брунеллески экспонируется в Музее произведений искусства Собора (Museo dell’Opera del Duomo). Строительство «фонаря» (лантерны) из мрамора на высоте 107 м было начато за несколько месяцев до смерти выдающегося архитектора в 1446 году. Фонарь был окончательно завершен другом Брунеллески Микелоццо ди Бартоломео в 1461 году. Шатёр фонаря увенчан позолоченным медным шаром с крестом и святыми реликвиями. Таким образом, общая высота купола и фонаря составила 114,5 метров.
На поверхности малых трибун в основании барабана купола использованы сдвоенные полуколонны коринфского ордера и полукруглые ниши с ренессансными декоративными раковинами. В проекте фонаря Брунеллески использовал кронштейны, которые он мог видеть в античных постройках, например на замко́вых камнях триумфальных арок или под сандриками дверных проемов, но он повернул их на 90˚, и, увеличив размеры, превратил в завитки — волюты. Это своеобразная контаминация средневековой готической и античной конструкций: колонны стали контрфорсами, а волюты — аркбутанами. В такой полуготической-полуренессансной композиции особенно явственно стремление переосмыслить античные ордерные детали.
В мастерской Андреа Верроккьо, где в 1468 году изготавливали венчающий шатёр фонаря, находился молодой ученик мастера по имени Леонардо да Винчи и он мог участвовать в этих работах. Очарованный машинами Филиппо Брунеллески, которые Верроккьо использовал для подъёма шатра и шара, Леонардо сделал серию зарисовок, отчего такие машины впоследствии приписывали самому Леонардо.
В 1572—1579 годах внутренние грани купола расписали Джорджо Вазари, Федерико Цуккаро и Доменико Пассиньяно на тему Страшного суда, разместив огромное количество фигур ярусами, согласно иконографии небесной иерархии.

Купол флорентийского собора
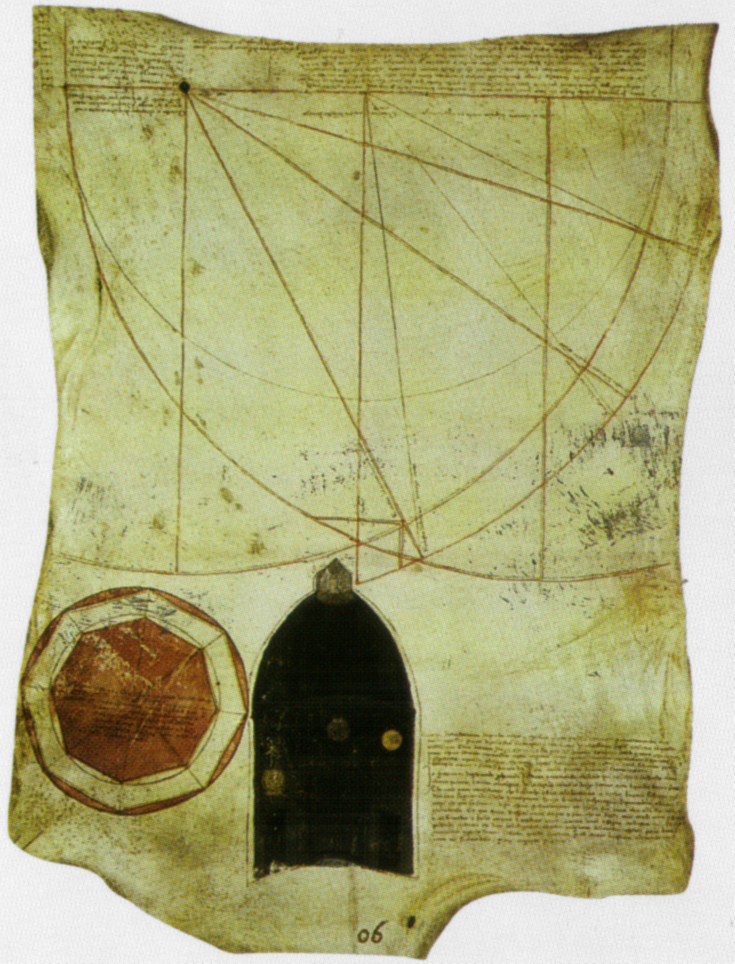
Джованни ди Герардо да Прато. Рисунок по наблюдениям модели купола Брунеллески. 1426. Государственный архив Флоренции
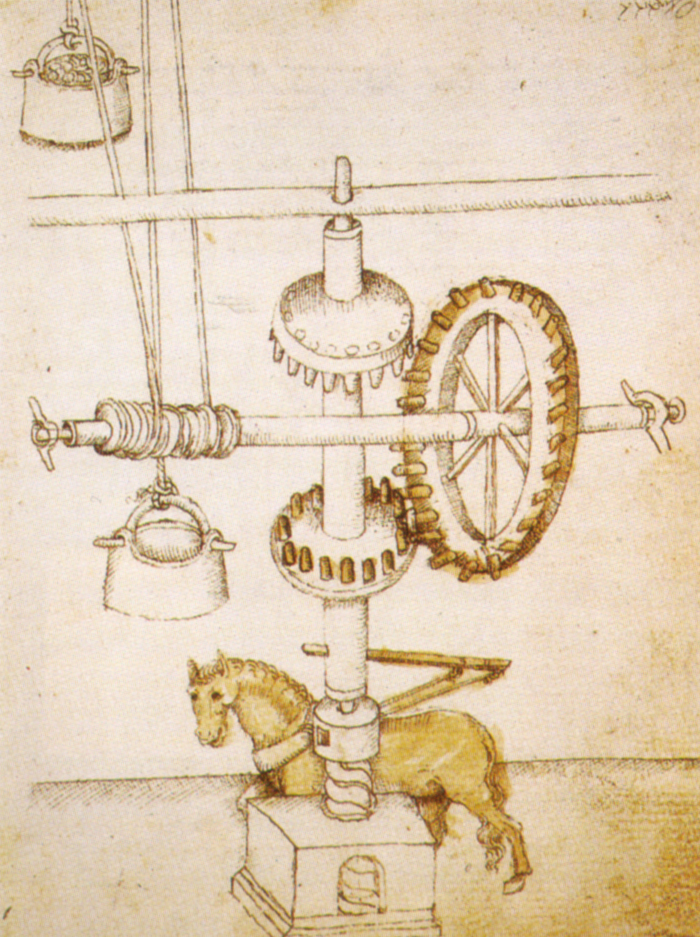
Мариано ди Якопо. Зарисовка подъёмного устройства, сконструированного Брунеллески
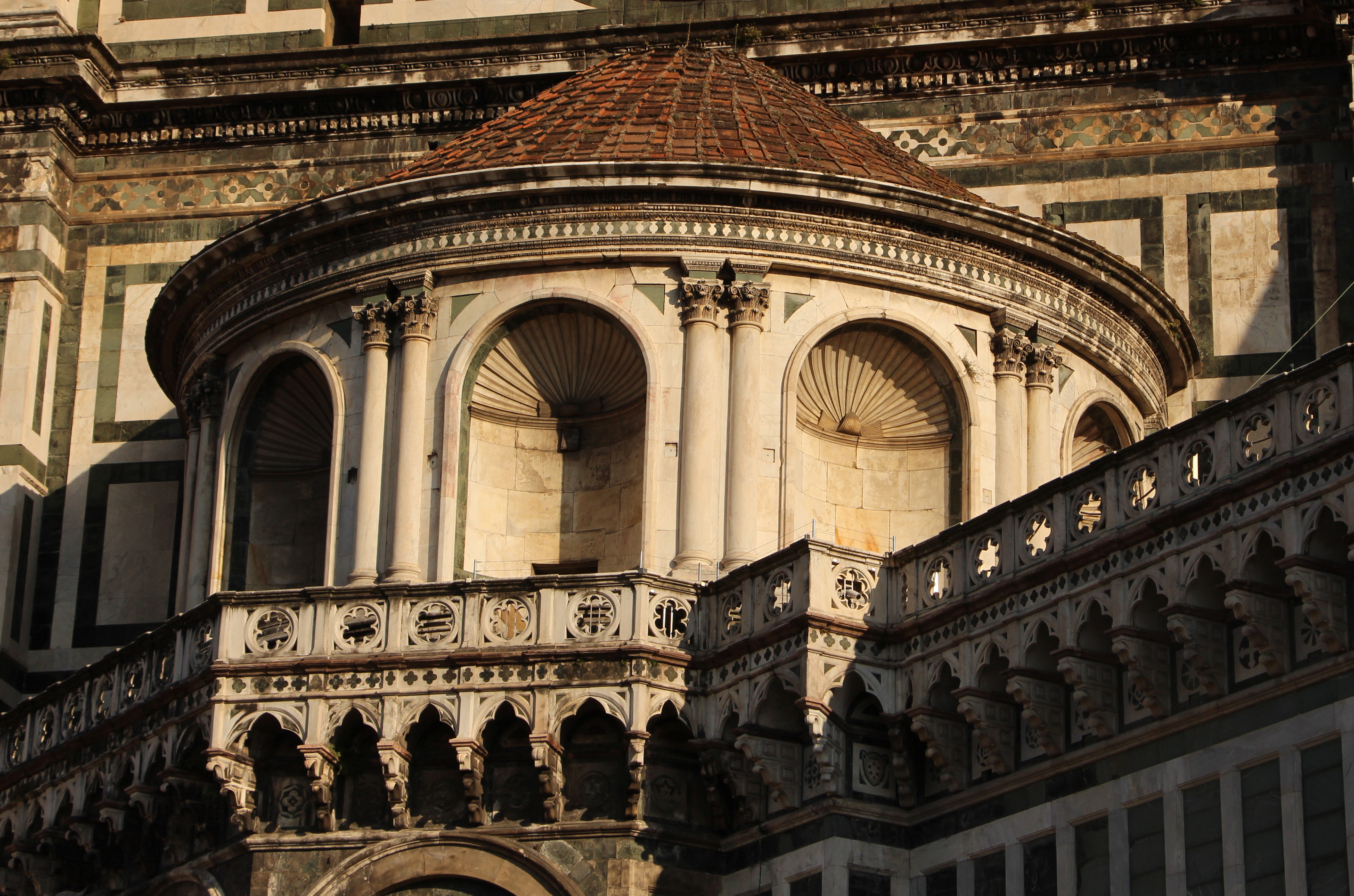
Одна из трибун (экседр) основания купола, выполняющая функцию контрфорса
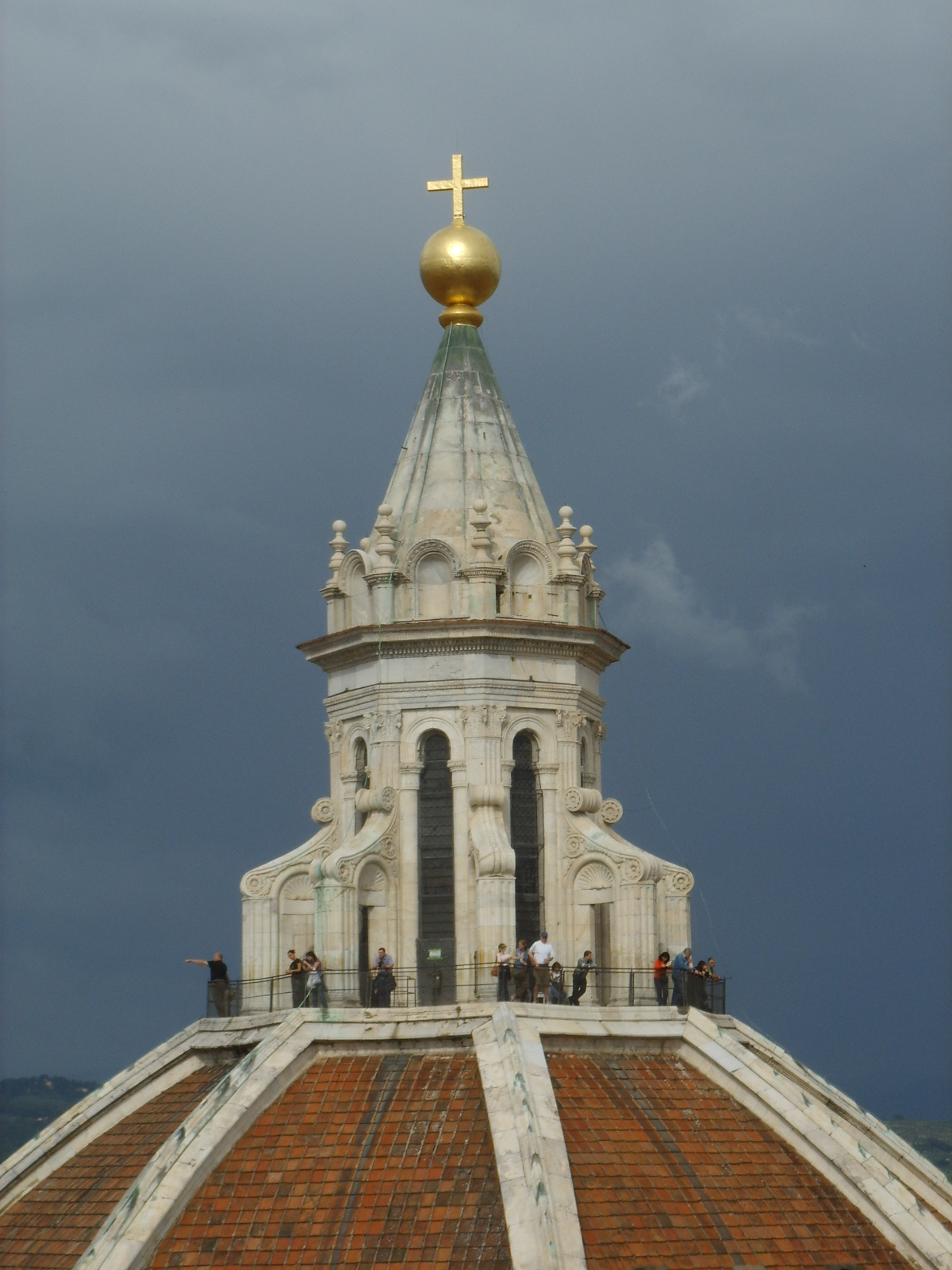
Лантерна купола
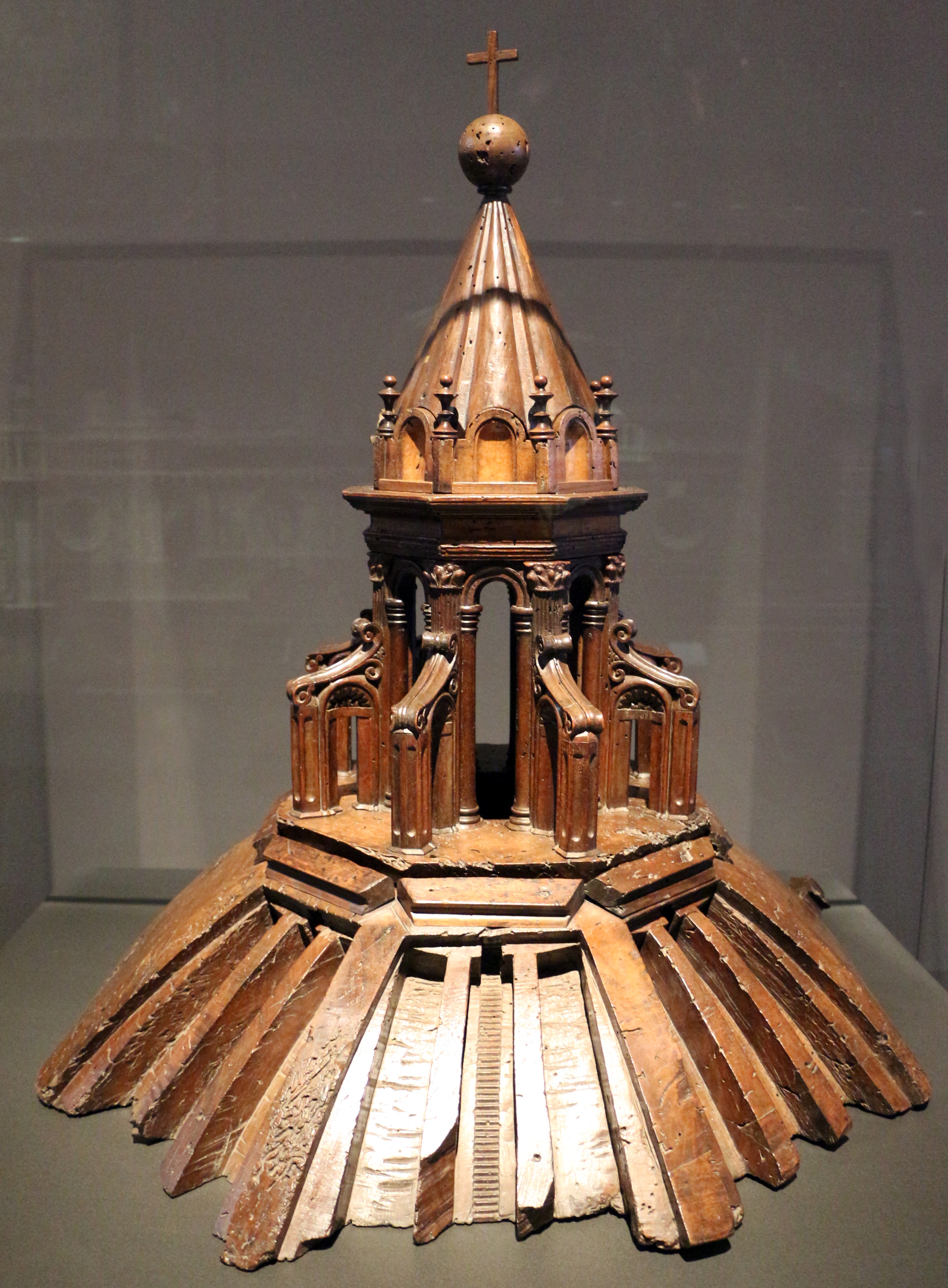
Модель лантерны купола. 1430—1446. Музей произведений искусства собора
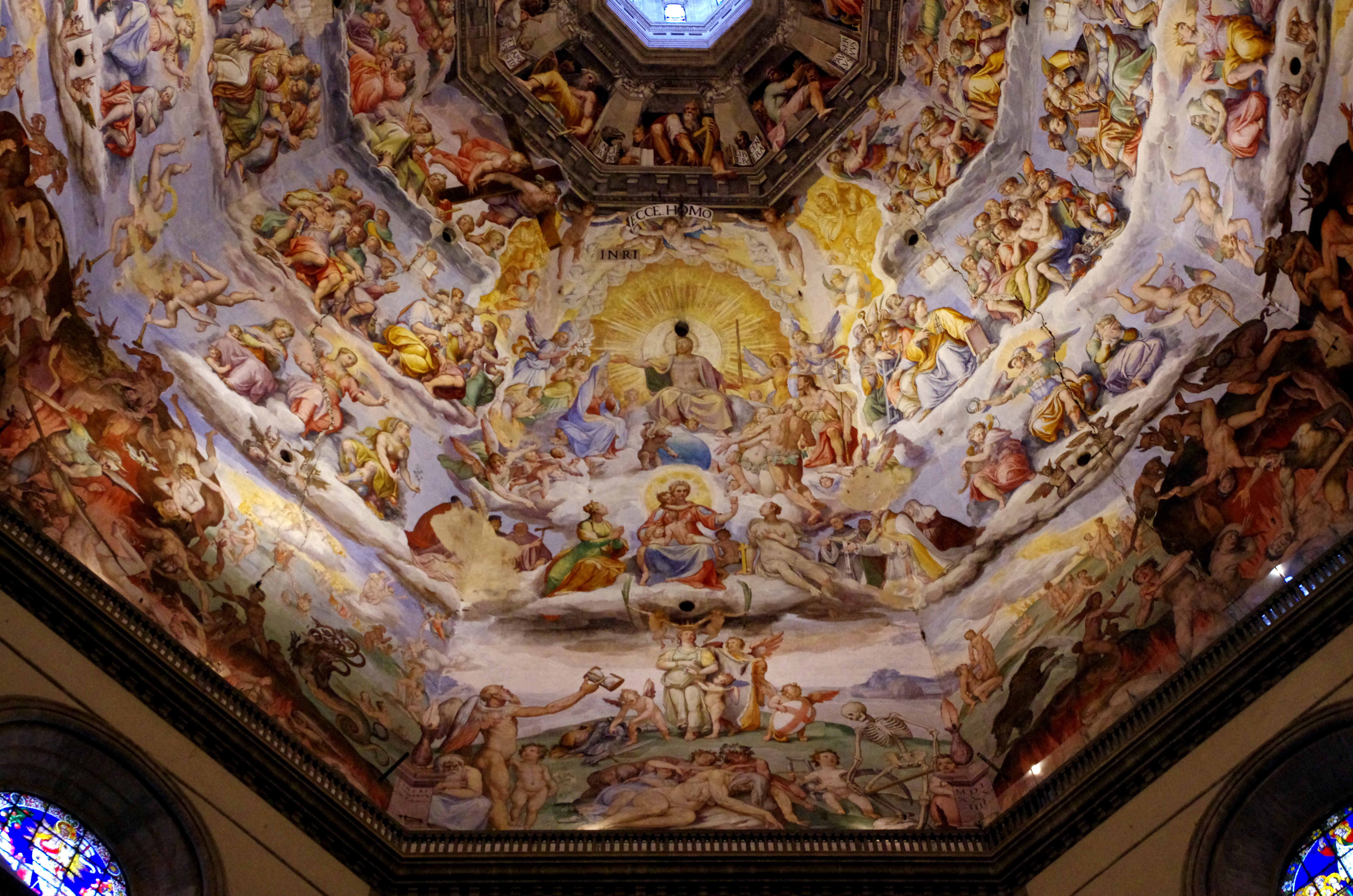
Дж. Вазари, Ф. Цуккаро. Роспись купола «Страшный суд». 1572—1579